# Isaac J. Cruz
Isaac J. Cruz (* in New York City, New York) ist ein US-amerikanischer Schauspieler und Filmschaffender.

## Leben
Cruz wurde in New York City geboren. Er machte eine klassische Schauspielausbildung und erwarb seinen Bachelor of Fine Arts an der American Musical and Dramatic Academy. Er trat in der Folge am Broadway auf und erhielt ab 2007 Episodenrollen in verschiedenen Fernsehserien. 2014 war er in einer Nebenrolle im Spielfilm Veronica Mars zu sehen. 2020 spielte er unter dem Pseudonym Zachary Cross im Katastrophenfilm Asteroid-a-Geddon – Der Untergang naht mit.
Er ist außerdem als Produzent, Regisseur und Drehbuchautor für Kurzfilme tätig.

## Filmografie (Auswahl)

### Schauspieler
- 2007: Criminal Intent – Verbrechen im Visier (Law & Order: Criminal Intent, Fernsehserie, Episode 6x22)
- 2010: Celebrity Ghost Stories (Fernsehserie, Episode 2x11)
- 2011: Hell’s New Year: Illumination (Kurzfilm, Sprechrolle)
- 2012: Can You Delete Yourself? (Kurzfilm)
- 2012: Das Böse in mir (Evil, I, Fernsehserie, Episode 1x07)
- 2012: Blue Bloods – Crime Scene New York (Blue Bloods, Fernsehserie, Episode 3x03)
- 2013: Like Your Brother (Kurzfilm)
- 2013: Between Bullets (Fernsehserie, Episode 1x02)
- 2014: Veronica Mars
- 2014: Down with David (Fernsehserie, 2 Episoden)
- 2014: Last Bullet (Kurzfilm)
- 2014: Harmful Sensations (Kurzfilm)
- 2016: Biker (Kurzfilm)
- 2017: August Falls
- 2018: Get Shorty (Fernsehserie, 2 Episoden)
- 2018: The Last Ship (Fernsehserie, 2 Episoden)
- 2019: D-Day
- 2020: Asteroid-a-Geddon – Der Untergang naht (Asteroid-a-Geddon)
- 2021: The Rebels of PT-218
- 2022: 4 Horsemen: Apocalypse – Das Ende ist gekommen (4 Horsemen: Apocalypse)

### Filmschaffender
- 2011: Hell’s New Year: Illumination (Kurzfilm)
- 2013: Lov/Sik (Kurzfilm)
- 2020: Lost Son (Kurzfilm)